# Марсьяль, Антони
Антони́ Жорда́н Марсья́ль (фр. Anthony Jordan Martial, французское произношение: [maʁsjal]; родился 5 декабря 1995, Масси, Эсон, Франция) — французский футболист, нападающий греческого клуба АЕК.

## Ранние годы
Антони Марсьяль родился в городе Масси, департамент Эсон, в семье выходцев с Мартиники. Он рос с двумя старшими братьями, и начал играть в футбол в клубе «КО Лез-Юлис» из одноимённого города в 2001 году. В этом же клубе начинали свою карьеру Тьерри Анри и Патрис Эвра.

## Клубная карьера

### «Лион»
В 2009 году 14-летнего Марсьяля заметили скауты клуба «Олимпик Лион», и в июле того же года он перешёл в юношескую академию «Лиона». Он забил 32 гола в 21 матче за команду «Лиона» до 17 лет. Его дебют на профессиональном уровне состоялся 6 декабря 2012 года на «Стад Жерлан» в матче Лиги Европы против «Хапоэля» из Кирьят-Шмоны, когда он вышел на замену Яссину Бензья на 80-й минуте.
3 февраля 2013 года Марсьяль дебютировал в Лиге 1 в игре против «Аяччо», выйдя на замену Рашиду Геззалю на 79-й минуте. В основной состав «Лиона» ему было пробиться сложно из-за наличия в составе команды таких нападающих как Лисандро Лопес, Александр Ляказетт и Бафетимби Гомис, поэтому до конца сезона Марсьяль сыграл ещё в 2 матчах чемпионата страны, выходя на замену.

### «Монако»
30 июня 2013 года Марсьяль перешёл в «Монако», сумма трансфера составила €5 млн плюс бонусы. 24 ноября 2013 года Антони дебютировал в основном составе «Монако» в матче против «Нанта», выйдя на замену Радамелю Фалькао на 63-й минуте, и принял участие в голевой атаке, которую замкнул Мунир Оббади. Шесть дней спустя, 30 ноября, в игре против «Ренна» Марсьяль забил свой первый гол за «Монако». 27 января 2014 года Антони продлил свой контракт с «Монако» до июня 2018 года.
В сезоне 2014/15 Марсьяль стал игроком основного состава «Монако». 5 октября 2014 года в матче против «Пари Сен-Жермен» Марсьяль вышел на замену Лукасу Окампосу, когда его команда проигрывала со счётом 0:1, и уже в добавленное время, на 92-й минуте, сравнял счёт в игре. 13 марта 2015 года он сделал дубль в ворота «Бастии». Всего в сезоне 2014/15 Марсьяль забил 9 мячей в 35 матчах чемпионата, а также 3 гола в кубках. 26 июня 2015 года он вновь продлил свой контракт с «Монако» до лета 2019 года.
4 августа 2015 года Марсьяль забил свой первый гол в еврокубках в матче третьего квалификационного раунда Лиги чемпионов против «Янг Бойз».

### «Манчестер Юнайтед»

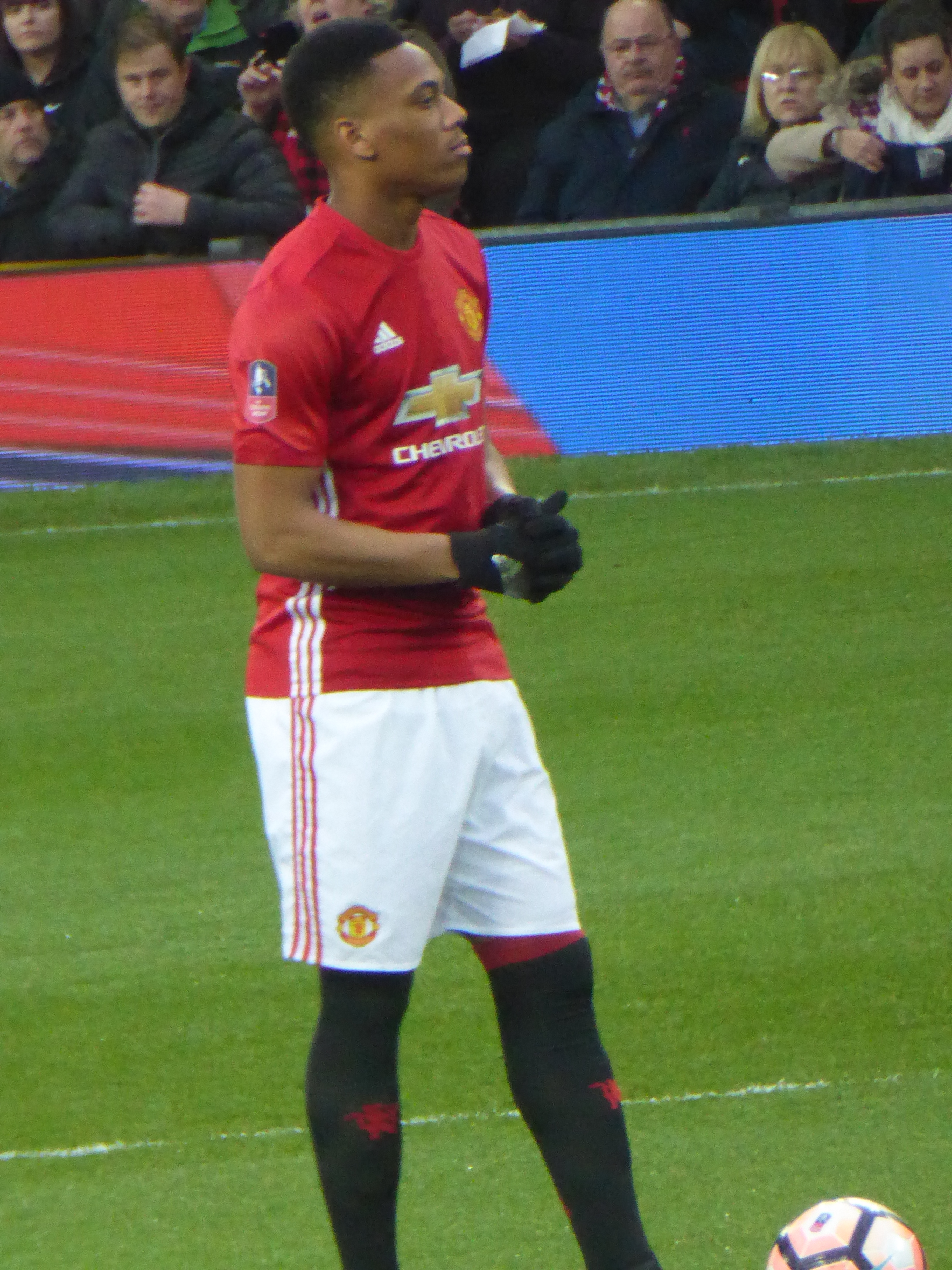
Марсьяль в составе «Манчестер Юнайтед» в 2017 году

В летнее трансферное окно 2015 года Марсьялем интересовался ряд английских клубов, включая «Тоттенхэм Хотспур», «Челси» и «Арсенал». Однако в последний день трансферного окна, 1 сентября 2015 года, Марсьяль перешёл в «Манчестер Юнайтед». Сумма трансфера составила 36 млн фунтов (мировой рекорд для футболиста, не достигшего 20 лет), но может вырасти в зависимости от выступлений игрока до 58 млн фунтов. 12 сентября Марсьяль дебютировал за «Юнайтед» в матче Премьер-лиги против «Ливерпуля», выйдя на замену Хуану Мате на 65-й минуте, а на 86-й минуте забил гол, установив в этой игре окончательный счёт 3:1 в пользу «Манчестер Юнайтед». 20 сентября в игре против «Саутгемптона» впервые вышел в стартовом составе в матче Премьер-лиги и забил два мяча в ворота «святых». По итогам сезона 2015/16 стал лучшим бомбардиром «Юнайтед», забив 17 голов во всех турнирах, включая 11 голов в Премьер-лиге.
Перед началом сезона 2016/17 клуб изменил его номер с «9» на «11». Футболку с девятым номером получил Златан Ибрагимович, а Марсьяль получил номер, до этого принадлежавший Аднану Янузаю. Марсьяль сохранил своё место в стартовом составе «Манчестер Юнайтед» под руководством нового тренера Жозе Моуринью, заняв место находящегося в хорошей форме товарища по команде Маркуса Рашфорда на левом фланге в первых нескольких играх сезона. Впоследствии он потерял своё место в стартовом составе после нескольких неудачных выступлений. Моуринью предположил, что плохая форма игрока могла быть связана с трудностями Марсьяля в его личной жизни. 2 октября 2016 года Антони забил свой первый гол в новом сезоне, выйдя на замену в матче против «Сток Сити», который завершился вничью со счётом 1:1.
После успешного выступления «Манчестер Юнайтед» в конце сезона 2016/17, в котором команда выиграла Кубок Английской футбольной лиги и Лигу Европы УЕФА, Марсьяль начал сезон 2017/18, находясь в основном на скамейке запасных. Несмотря на это, Марсьялю удалось забить в первых двух матчах Премьер-лиги против «Вест Хэм Юнайтед» и «Суонси Сити», а затем против «Эвертона». Все три матча закончились победой «Манчестер Юнайтед» со счётом 4:0. Первую игру в стартовом составе в том сезоне Марсьяль провёл 20 сентября 2017 года в матче против «Бертон Альбион» в Кубке Английской футбольной лиги, отмешившись забитым мячом. Однако после январского трансферного окна, когда в команду перешёл чилийский нападающий Алексис Санчес, Марсьяль начал реже попадать в основной состав. Из-за нехватки игрового времени Антони не смог забить ни одного гола за клуб в оставшейся части сезона.
31 января 2019 года Марсьяль подписал новый пятилетний контракт с «Манчестер Юнайтед».
В сезоне 2019/20 француз вновь стал выступать в футболке с номером «9». 11 августа 2019 года забил в матче первого тура Премьер-лиги против «Челси» на стадионе «Олд Траффорд». Матч завершился победой «Юнайтед» со счётом 4:0. 24 июня 2020 года сделал свой первый хет-трик в матче против «Шеффилд Юнайтед».
4 октября 2020 года Марсьяль получил первую красную карточку в своей карьере за удар Эрика Ламела в матче Премьер-лиге против «Тоттенхэм Хотспур», за что позже был дисквалифицирован на три домашних матча.

### «Севилья»
25 января 2022 года отправился в аренду в испанскую «Севилью» до конца сезона 2021/22. В испанском клубе он забил только 1 гол в 12 матчах сезона.

### «АЕК»
19 сентября 2024 года подписал трёхлетний контракт с греческим клубом АЕК. Этот трансфер стал самым дорогим в истории клуба: его стоимость оценивается в 10 миллионов евро.

## Карьера в сборной
Антони Марсьяль выступал за юношеские сборные Франции, начиная с 16-летнего возраста. В 2013 году играл за сборную Франции до 19 лет. В составе сборной принял участие в чемпионате Европы 2013 и стал вице-чемпионом континента.
13 августа 2013 года форвард дебютировал за сборную Франции до 21 года в товарищеском матче против сверстников из Германии. 5 сентября Марсьяль забил первый гол за команду (в отборочном матче к чемпионату Европы в ворота Казахстана).
4 сентября 2015 года дебютировал в составе первой сборной Франции в матче против Португалии, выйдя на замену Кариму Бензема.
17 мая 2018 года Марсьяль был включён в резервный список французской сборной из 23 человек на чемпионат мира 2018 в России. Однако на турнир, по итогам которого Франция во второй раз стала чемпионом, он не поехал.

### Матчи за национальную сборную Франции
Результаты (голы) сборной Франции указаны первыми.
| Матчи и голы Антони Марсьяля за сборную Франции | Матчи и голы Антони Марсьяля за сборную Франции | Матчи и голы Антони Марсьяля за сборную Франции | Матчи и голы Антони Марсьяля за сборную Франции | Матчи и голы Антони Марсьяля за сборную Франции | Матчи и голы Антони Марсьяля за сборную Франции | Матчи и голы Антони Марсьяля за сборную Франции | Матчи и голы Антони Марсьяля за сборную Франции |
| ----------------------------------------------- | ----------------------------------------------- | ----------------------------------------------- | ----------------------------------------------- | ----------------------------------------------- | ----------------------------------------------- | ----------------------------------------------- | ----------------------------------------------- |
| №                                               | Дата                                            | Место проведения                                | Соперник                                        | Счёт                                            | Голы Марсьяля                                   | Соревнование                                    |                                                 |
| 1                                               | 4 сентября 2015                                 | Жозе Алваладе, Лиссабон                         | Португалия                                      | 1:0                                             |                                                 | Товарищеский матч                               |                                                 |
| 2                                               | 7 сентября 2015                                 | Матмют Атлантик, Бордо                          | Сербия                                          | 2:1                                             |                                                 | Товарищеский матч                               |                                                 |
| 3                                               | 8 октября 2015                                  | Альянц Ривьера, Ницца                           | Армения                                         | 4:0                                             |                                                 | Товарищеский матч                               |                                                 |
| 4                                               | 11 октября 2015                                 | Паркен, Копенгаген                              | Дания                                           | 2:1                                             |                                                 | Товарищеский матч                               |                                                 |
| 5                                               | 13 ноября 2015                                  | Стад де Франс, Сен-Дени                         | Германия                                        | 2:0                                             |                                                 | Товарищеский матч                               |                                                 |
| 6                                               | 17 ноября 2015                                  | Уэмбли, Лондон                                  | Англия                                          | 0:2                                             |                                                 | Товарищеский матч                               |                                                 |
| 7                                               | 25 марта 2016                                   | Амстердам Арена, Амстердам                      | Нидерланды                                      | 3:2                                             |                                                 | Товарищеский матч                               |                                                 |
| 8                                               | 29 марта 2016                                   | Стад де Франс, Сен-Дени                         | Россия                                          | 4:2                                             |                                                 | Товарищеский матч                               |                                                 |
| 9                                               | 4 июня 2016                                     | Сен-Симфорьен, Мец                              | Шотландия                                       | 3:0                                             |                                                 | Товарищеский матч                               |                                                 |
| 10                                              | 10 июня 2016                                    | Стад де Франс, Сен-Дени                         | Румыния                                         | 2:1                                             |                                                 | Финальные матчи ЧЕ-2016                         |                                                 |
| 11                                              | 15 июня 2016                                    | Велодром, Марсель                               | Албания                                         | 2:0                                             |                                                 | Финальные матчи ЧЕ-2016                         |                                                 |
| 12                                              | 10 июля 2016                                    | Стад де Франс, Сен-Дени                         | Португалия                                      | 0:1                                             |                                                 | Финал ЧЕ-2016                                   |                                                 |
| 13                                              | 1 сентября 2016                                 | Сан-Никола, Бари                                | Италия                                          | 3:1                                             | 17′                                             | Товарищеский матч                               |                                                 |
| 14                                              | 6 сентября 2016                                 | Борисов-Арена, Борисов                          | Беларусь                                        | 0:0                                             |                                                 | Отборочные матчи ЧМ-2018                        |                                                 |
| 15                                              | 10 октября 2016                                 | Амстердам Арена, Амстердам                      | Нидерланды                                      | 1:0                                             |                                                 | Отборочные матчи ЧМ-2018                        |                                                 |
| 16                                              | 10 ноября 2017                                  | Стад де Франс, Сен-Дени                         | Уэльс                                           | 2:0                                             |                                                 | Товарищеский матч                               |                                                 |
| 17                                              | 14 ноября 2017                                  | Рейн Энерги, Кёльн                              | Германия                                        | 2:2                                             |                                                 | Товарищеский матч                               |                                                 |
| 18                                              | 27 марта 2018                                   | Газпром Арена, Санкт-Петербург                  | Россия                                          | 3:1                                             |                                                 | Товарищеский матч                               |                                                 |
| 19                                              | 5 сентября 2020                                 | Френдс Арена, Стокгольм                         | Швеция                                          | 1:0                                             |                                                 | Лига наций УЕФА 2020/2021                       |                                                 |
| 20                                              | 8 сентября 2020                                 | Стад де Франс, Сен-Дени                         | Хорватия                                        | 4:2                                             |                                                 | Лига наций УЕФА 2020/2021                       |                                                 |
| 21                                              | 7 октября 2020                                  | Стад де Франс, Сен-Дени                         | Украина                                         | 7:1                                             |                                                 | Товарищеский матч                               |                                                 |
| 22                                              | 11 октября 2020                                 | Стад де Франс, Сен-Дени                         | Португалия                                      | 0:0                                             |                                                 | Лига наций УЕФА 2020/2021                       |                                                 |
| 23                                              | 14 октября 2020                                 | Максимир, Загреб                                | Хорватия                                        | 2:1                                             |                                                 | Лига наций УЕФА 2020/2021                       |                                                 |
| 24                                              | 11 ноября 2020                                  | Стад де Франс, Сен-Дени                         | Финляндия                                       | 0:2                                             |                                                 | Товарищеский матч                               |                                                 |
| 25                                              | 14 ноября 2020                                  | Эштадиу да Луш, Лиссабон                        | Португалия                                      | 1:0                                             |                                                 | Лига наций УЕФА 2020/2021                       |                                                 |

Итого: 25 матчей, 1 гол; 19 побед, 3 ничьих, 3 поражения.

## Достижения

### Командные достижения
«Манчестер Юнайтед»
- Обладатель Кубка Англии: 2015/16
- Обладатель Кубка Английской футбольной лиги (2): 2016/17, 2022/23
- Обладатель Суперкубка Англии: 2016
- Победитель Лиги Европы УЕФА: 2016/17

Итого: 5 трофеев
Сборная Франции (до 19 лет)
- Вице-чемпион Европы: 2013

Сборная Франции
- Победитель Лиги наций УЕФА: 2020/21
- Финалист чемпионата Европы: 2016

### Личные достижения
- Обладатель премии Golden Boy: 2015
- Игрок месяца английской Премьер-лиги: сентябрь 2015

## Статистика выступлений
По состоянию на 9 декабря 2023 года
| Клуб                       | Сезон            | Лига | Лига | Кубок страны | Кубок страны | Кубок лиги | Кубок лиги | Еврокубки | Еврокубки | Прочие | Прочие | Итого | Итого |
| Клуб                       | Сезон            | Игры | Голы | Игры         | Голы         | Игры       | Голы       | Игры      | Голы      | Игры   | Голы   | Игры  | Голы  |
| -------------------------- | ---------------- | ---- | ---- | ------------ | ------------ | ---------- | ---------- | --------- | --------- | ------ | ------ | ----- | ----- |
| Олимпик Лион               | 2012/13          | 3    | 0    | 0            | 0            | 0          | 0          | 1         | 0         | 0      | 0      | 4     | 0     |
| Олимпик Лион               | Итого            | 3    | 0    | 0            | 0            | 0          | 0          | 1         | 0         | 0      | 0      | 4     | 0     |
| Олимпик Лион B (фарм-клуб) | 2012/13          | 11   | 5    | —            | —            | —          | —          | —         | —         | 0      | 0      | 11    | 5     |
| Олимпик Лион B (фарм-клуб) | Итого            | 11   | 5    | 0            | 0            | 0          | 0          | 0         | 0         | 0      | 0      | 11    | 5     |
| Монако                     | 2013/14          | 11   | 2    | 3            | 0            | 1          | 0          | 0         | 0         | 0      | 0      | 15    | 2     |
| Монако                     | 2014/15          | 35   | 9    | 3            | 2            | 3          | 1          | 7         | 0         | 0      | 0      | 48    | 12    |
| Монако                     | 2015/16          | 3    | 0    | 0            | 0            | 0          | 0          | 4         | 1         | 0      | 0      | 7     | 1     |
| Монако                     | Итого            | 49   | 11   | 6            | 2            | 4          | 1          | 11        | 1         | 0      | 0      | 70    | 15    |
| Монако B (фарм-клуб)       | 2013/14          | 4    | 3    | —            | —            | —          | —          | —         | —         | 0      | 0      | 4     | 3     |
| Монако B (фарм-клуб)       | Итого            | 4    | 3    | 0            | 0            | 0          | 0          | 0         | 0         | 0      | 0      | 4     | 3     |
| Манчестер Юнайтед          | 2015/16          | 31   | 11   | 7            | 2            | 2          | 1          | 9         | 3         | 0      | 0      | 49    | 17    |
| Манчестер Юнайтед          | 2016/17          | 25   | 4    | 3            | 1            | 3          | 2          | 10        | 1         | 1      | 0      | 42    | 8     |
| Манчестер Юнайтед          | 2017/18          | 30   | 9    | 4            | 0            | 3          | 1          | 8         | 1         | 0      | 0      | 45    | 11    |
| Манчестер Юнайтед          | 2018/19          | 27   | 10   | 2            | 1            | 1          | 0          | 8         | 1         | 0      | 0      | 38    | 12    |
| Манчестер Юнайтед          | 2019/20          | 32   | 17   | 5            | 1            | 4          | 1          | 7         | 4         | 0      | 0      | 48    | 23    |
| Манчестер Юнайтед          | 2020/21          | 22   | 4    | 4            | 0            | 2          | 1          | 8         | 2         | 0      | 0      | 36    | 7     |
| Манчестер Юнайтед          | 2021/22          | 8    | 1    | 0            | 0            | 1          | 0          | 2         | 0         | 0      | 0      | 11    | 1     |
| Манчестер Юнайтед          | 2022/23          | 21   | 6    | 2            | 0            | 3          | 2          | 3         | 1         | 0      | 0      | 29    | 9     |
| Манчестер Юнайтед          | 2023/24          | 13   | 1    | 0            | 0            | 2          | 1          | 4         | 0         | 0      | 0      | 19    | 2     |
| Манчестер Юнайтед          | Итого            | 209  | 63   | 27           | 5            | 21         | 9          | 59        | 13        | 1      | 0      | 317   | 90    |
| Севилья (аренда)           | 2021/22          | 9    | 0    | 0            | 0            | 0          | 0          | 3         | 1         | 0      | 0      | 12    | 1     |
| Севилья (аренда)           | Итого            | 9    | 0    | 0            | 0            | 0          | 0          | 3         | 1         | 0      | 0      | 12    | 1     |
| Всего за карьеру           | Всего за карьеру | 285  | 82   | 33           | 7            | 25         | 10         | 74        | 15        | 1      | 0      | 418   | 114   |

## Личная жизнь
C 2012 по 2016 годы Антони встречался с Самантой Жаклине. У пары есть две дочери, Тото и Пейтон.